# Tsutomu Kawabuchi
Temple de la renommée de l'IIHF : 2004
Tsutomu Kawabuchi (né le 16 mai 1925 - mort le 19 janvier 2014) est une personnalité du hockey sur glace japonais.

## Biographie
Il a aidé à organiser le premier Championnat d'Asie et d'Océanie de hockey sur glace, a aidé à rendre le hockey féminin aux Jeux olympiques d'hiver et a joué et entrainé le Iwakuragumi Club pendant 20 ans. En 2004, il est intronisé au Temple de la renommée de l'IIHF en tant que bâtisseur.